# Декларация о провозглашении независимости Социалистической Советской Республики Белоруссия
Деклара́ция о провозглаше́нии незави́симости Социалисти́ческой Сове́тской Респу́блики Белару́сь (бел. Дэкларацыя аб абвяшчэнні незалежнасці Сацыялістычнай Савецкай Рэспублікі Беларусь), сокращённо Декларация о независимости ССРБ — государственный и политический акт о восстановлении Советской Социалистической Республики Белоруссия на основах, определенных в Манифесте Временного рабоче-крестьянского советского правительства Беларуси 1 января 1919 года.
Принята 31 июля 1920 года на совместном заседании Минского губернского Военно-революционного комитета с рядом политических партий и профсоюзных организаций Минской губернии.

## История
Декларацию о независимости Советской Социалистической Республики Белоруссия подписали следующие лица:
- Вильгельм Кнорин;
- Александр Червяков;
- Игорь Смилга (от КП(б)ЛиБ);
- Александр Криницкий (профсоюзные организации Минской губернии);
- Всеволод Игнатовский (Белорусская коммунистическая организация);
- Арон Вайнштейн (БУНД).

Представитель Белорусской партии социалистов-революционеров (БПС-Р) Евсей Трофимов отказался подписать декларацию из-за того, что в ней не были зафиксированы требования о включении в состав Беларуси Витебской, Могилевской, Смоленской губерний, об объявлении белорусского языка в качестве государственного, о создании самостоятельной белорусской армии и другие.
Принятие Декларации было обусловлено освобождением Беларуси от польской оккупации во время польско-советской войны и фактической ликвидации Литовско-Белорусской ССР. В связи с международным положением (мирный договор РСФСР с Литвой 12 июля 1920 года; наступление Красной Армии на Варшаву и др.). Декларация точно не обозначала границ советской Беларуси. «Социалистическая Советская Республика Беларусь, — говорилось в ней, — определяет свою западную границу по этнографической границе между Беларусью и буржуазными государствами, примыкающими к ней». Согласно декларации до созыва съезда Советов БССР вся власть в республике передавалась Военно-Революционному Комитету БССР, отменялись все законы и постановления польской оккупационной власти.